# Бучинская Гремучка
Бучинская Гремучка (в низовье Медведка) — река в России, в Ставропольском крае. Длина — 25 км, площадь водосбора — 76,3 км². Верховье находится в лесном урочище Русская Лесная Дача.

## Течение
Река вытекает из источника в районе ботанического сада города Ставрополя. На левом склоне балки Бучинская Гремучка расположен травертиновый источник, который с 1978 года является памятником природы краевого значения.
В Русском лесу западнее трассы Ставрополь — Новомарьевская река меняет название на Медведку. Далее вытекает из леса и проходит через станицу Новомарьевскую, здесь на реке сооружён ряд малых прудов. После прудов рыбхоза Медведка проходит через озеро Новомарьевский лиман и впадает в водохранилище на реке Вербовке. Высота устья — 218 м.

## Галерея
- Бучинская Гремучка
- Бучинская Гремучка
- Бучинская Гремучка
- Медведка перед Новомарьевским прудом
- Новомарьевский пруд на Медведке
- Река после Новомарьевского пруда
- Река после Новомарьевского пруда